# Alfred Teitel
Alfred Teitel (n. 1900 – d. 1980) a fost un medic evreu-român. În anul 2006 a fost ales membru post-mortem al Academiei Române.
Pe numele său complet Alfred Teitel-Bernard, se trăgea dintr-o familie de evrei  din România.
La 13 noiemebrie 1947, consiliul profesoral a hotărât suplinirea Catedrei de Farmacologie a Facultății de medicină din București de către dr. Alfred Teitel, șef de lucrări la clinica a II-a medicală, condusă de acad. Nicolae Gh. Lupu , iar în 1948, prof. dr. Alfred Teitel a fost numit titular al catedrei de farmacologie. Școala de farmacologie a Facultății de medicină din București a fost înființată la sfârșitul secolului XIX, consolidându-se în anii ’40 ai secolului XX, odată cu venirea prof. dr. Alfred Teitel la conducerea catedrei de profil.
În perioada interbelică, Alfred Bernard Teitel a fost proprietar al unui laborator de analize medicale, devenind în 1948 funcționar înalt al Ministerului Sănătății (membru în comisia de tipizare), ulterior a fost încadrat ca medic în M.A.I., cu fișă de cadre la secția Administrativ-Politică a C.C. al P.C.R. (dosar 68/1955). a fost ales membru post mortem al Academiei Române (2006). A fost unul dintre puținii care au continuat să o frecventeze pe Ana Pauker și după marginalizarea acesteia.